# Попов 1-й
Попов 1-й — хутор в Суровикинском районе Волгоградской области. Входит в Лысовское сельское поселение.

## География
На хуторе имеется одна улица — Центральная.
По восточной и южной стороне хутора протекает река Лиска.

## Население
| 2010 |
| ---- |
| 50   |

Население хутора в 2002 году составляло 60 человек.